# Riksdagen 1901

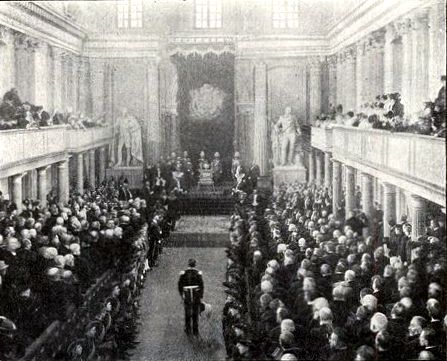
Riksdagens högtidliga öppnande den 17 januari 1901.

Riksdagen 1901 ägde rum i Stockholm.
Riksdagens kamrar sammanträdde i gamla riksdagshuset den 15 januari 1901. Riksdagsarbetet inleddes ceremoniellt genom riksdagens högtidliga öppnande i rikssalen på Stockholms slott den 17 januari. Första kammarens talman var Gustaf Sparre, andra kammarens talman var Robert De la Gardie. Riksdagen avslutades den 4 juni 1901.